# Cinema da Coreia
O termo "Cinema da Coreia" (ou "cinema coreano") abrange as indústrias cinematográficas das Coreias do Norte e do Sul. Como em todos os aspectos da vida coreana durante o século passado, a indústria cinematográfica esteve frequentemente à mercê de eventos políticos, desde a dinastia Joseon tardia até a Guerra da Coreia e interferências governamentais domésticas. Embora os dois países possuam indústrias cinematográficas relativamente robustas atualmente, apenas os filmes sul-coreanos obtiveram grande sucesso internacional. Os filmes norte-coreanos tendem a retratar seus temas comunistas ou revolucionários.
Os filmes sul-coreanos desfrutaram de uma "era de ouro" durante o final dos anos 1950 e 1960, mas na década de 1970, geralmente, são considerados como de baixa qualidade. No entanto, em 2005, a Coreia do Sul havia se tornado um dos poucos países a consumir mais filmes nacionais do que importados nos cinemas devido, em grande parte, às leis que impõem limites ao número de filmes estrangeiros que podem ser exibidos nos teatros por ano. Nos cinemas, os filmes coreanos devem ser exibidos 73 dias por ano desde 2006. Na TV a cabo, a cota de filmes domésticos de 25% foi reduzida para 20% após o Acordo de Livre Comércio assinado entre a Coreia do Sul e os EUA.

## Introdução aos filmes (até 1926)
De acordo com a edição de 19 de outubro de 1897 do The Times, "os filmes foram finalmente introduzidos em Joseon, um país localizado no Extremo Oriente. No início de outubro de 1897, os filmes foram exibidos para o público em Jingogae, Bukchon, em um barracão gasto que foi emprestado de seu dono chinês por três dias. As obras exibidas incluíam curtas-metragens e filmes de atualidade produzidos pela francesa Pathe Pictures". Há relatos de outra exibição de um filme ao público em 1898, perto de Namdaemun, em Seul. No entanto, essas alegações foram refutadas pelo pesquisador Brian Yecies, que afirma não ter conseguido localizar uma edição do The Times, ou qualquer artigo semelhante, e considera a data de introdução de 1897 um mito.
O viajante e palestrante americano Burton Holmes foi o primeiro a filmar na Coreia como parte de seus registros de viagens. Além de exibir seus filmes no exterior, ele os mostrou à família real coreana em 1899. Um anúncio no jornal contemporâneo, Hwangseong sinmun (O Imperial), nomeia outra exibição pública antecipada em 23 de junho de 1903. Anunciado pela Dongdaemun Electric Company, o preço do ingresso para a visualização de fotografias cênicas era de 10 jeon (moeda) na época.
O primeiro cinema da Coreia, o Dongdaemun Motion Picture Studio, foi inaugurado em 1903.
Existem várias reivindicações sobre qual é o primeiro cinema do país. O Dansungsa, inaugurado em Seul em novembro de 1907, é amplamente considerado o primeiro cinema. No entanto, um artigo de 2021 no The Hankyoreh afirma que o Teatro Ae Kwan, com sede em Incheon, que abriu pela primeira vez sob o nome Hyŏmnyulsa (협률사; 協律舍) em 1895, é o primeiro. Antes da criação de uma indústria cinematográfica nacional, os filmes exibidos nos cinemas coreanos eram importados da Europa e dos Estados Unidos. Alguns dos filmes importados da época mais populares entre o público coreano foram Broken Blossoms (1919) e Way Down East (1920), de DW Griffith (1920), Robin Hood (1922) estrelado pelo ator Douglas Fairbanks, e os filmes sobre Nibelungen, Siegfried e Kriemhilds Rache (ambos de 1924) do diretor Fritz Lang.
Righteous Revenge, um drama kino (encenação com cenário de filme) de 27 de outubro de 1919 é amplamente considerado o primeiro filme coreano, embora esse rótulo seja contestado. Estreou no Dansungsa, no mesmo dia e logo após a estreia do documentário Gyeongseongjeonsiui Gyeong (hangul: 경성전시의 경; lit. Vista Panorâmica de toda a cidade de Gyeongseong). O aniversário de seu lançamento é agora considerado o Dia do Cinema Coreano na Coreia do Sul.
Nos anos seguintes, a produção cinematográfica na Coreia consistiu em dramas e documentários kino. Assim como na primeira exibição de um filme na Coreia, o primeiro longa-metragem produzido na Coreia também parece incerto. Alguns citam as filmagens de Chunhyang-Jeon (hangul: 춘향전) em 1921 (lançado em 1922) como o primeiro filme coreano. A história tradicional, Chunhyang, tornaria-se mais tarde o conto mais regravado da Coreia. Foi possivelmente o primeiro longa-metragem coreano e certamente o primeiro filme sonoro coreano, colorido e em formato widescreen. A versão pansori de Chunhyang gravada em 2000 pelo diretor Im Kwon-taek, elevou o número de filmes baseados em Chunyang para 14. Outras fontes, no entanto, nomeiam Ulha ui Mengse ("Amor embaixo da lua") de Yun Baek-nam, lançado em abril de 1923, como o primeiro longa-metragem coreano.
Em 1925, o padre alemão Norbert Weber capturou algumas das maiores imagens da Coreia já feitas por uma única pessoa até então. Ele fez isso para documentar a cultura coreana, caso ela fosse exterminada pela colonização japonesa. Ele então retornou à Baviera e editou as filmagens em um documentário de longa-metragem, Im Lande der Morgenstille (lit. Na Terra da Manhã Calma), bem como outros cinco curtas-metragens. O documentário foi ao ar até a década de 1930 na Alemanha e na Áustria e foi amplamente esquecido até ser redescoberto no final da década de 1970 por pesquisadores sul-coreanos. O filme já foi digitalizado e agora está disponível gratuitamente online.

## Era de ouro dos filmes mudos (1926–1930)
Os estúdios de cinema coreanos da época eram gerenciados pelo Japão. Um comerciante de chapéus, conhecido como Yodo Orajo, estabeleceu uma empresa de filmes chamada Choson Kinema Productions. Depois de aparecer na produção de 1926 da Choson Kinema, Nongjungjo (hangul: 농중조), o jovem ator Na Woon-gyu teve a chance de escrever, dirigir e estrelar seu próprio filme. O lançamento do filme de Na, Arirang (hangul: 아리랑) (1926) dá início a era do cinema mudo na Coreia.
A canção popular "Arirang", na qual o título do filme se baseava, não tinha um tema abertamente político. No entanto, mensagens ocultas ou sutis podem ser ampliadas através do uso comum de um narrador ao vivo no teatro. Um artigo de jornal de 1908 mostra que essa tradição de "byeonsa" (hangul: "변사", ou "benshi" em japonês) apareceu na Coreia quase desde o início da exibição de filmes no país. Como no Japão, isso se tornou parte integrante da exibição de filmes mudos, especialmente para filmes importados, onde o byeonsa forneceu uma alternativa econômica e divertida para a tradução de legendas. Em um aspecto interessante da tradição byeonsa na Coreia, quando as autoridades japonesas não estavam presentes, os narradores podiam injetar sátira e críticas à ocupação imperial que o país sofria na narrativa do filme, dando ao filme um subtexto político invisível aos censores do governo japonês. Alguns dos mais populares byeonsa possuíam uma melhor remuneração do que atores de cinema.
O sucesso de Arirang inspirou uma onda de atividades na indústria cinematográfica coreana no final da década de 1920, tornando esse período conhecido como "A Era de Ouro dos Filmes MUdos". Mais de setenta filmes foram produzidos nesse período, e a qualidade do filme melhorou, assim como a quantidade.
Após Arirang, Na Un-gyu seguiu com a produção de outros filmes populares e respeitados pela crítica, como Punguna (hangul: 풍운아; lit. Pessoa do Destino) (1926) e Deuljwi (hangul: 들쥐; lit. Ratazana) (1927). Ele estabeleceu a Na Un-gyu Productions junto com Park Sung-pil com o objetivo de produzir filmes de coreanos para coreanos. Embora sua empresa tivesse uma vida curta, ela produziu filmes importantes, como Jalitgeola (hangul: 있거라 있거라, Adeus) (1927), Beongeoli Sam-ryong (hangul: 삼룡 삼룡, Samryong Mudo) (1929) e Salangeul chajaseo (hangul: 사랑 을 찾아서, Em Busca do Amor) (1929).
Outro diretor importante desse período, Shim Hun, dirigiu apenas um filme, Mondongi Tultte (hangul: 먼동 이 틀 때, Ao Amanhecer). Embora as críticas a este filme tenham sido mais positivas quanto as de Arirang, Shim morreu aos 35 anos ao dirigir seu segundo filme, baseado em seu próprio romance, Sangroksu (상록수). O romance foi posteriormente filmado pelo diretor Shin Sang-ok em 1961 e por Im Kwon-taek em 1978.
Uma característica típica dos cinemas durante essa época foi a presença de um "narrador de filmes" conhecido como "pyŏnsa". O pyŏnsa operava como "um narrador que apresenta os personagens e o cenário, e explica as ações físicas e os dilemas psicológicos durante as exibições de filmes mudos". O pyŏnsa também funcionou "como um intermediário cultural durante a experiência de visualização de filmes do público coreano e utilizou sua narração para complementar a censura ou limitações tecnológicas durante o período do cinema mudo".

## Era tardia dos filmes mudos (1930-1935)
A primeira metade da década de 1930 viu um declínio na indústria cinematográfica doméstica na Coreia. A censura e a opressão por parte das autoridades ocupantes contribuíram para reduzir o número de filmes produzidos no momento para apenas dois ou três por ano, e alguns cineastas fugiram da Coreia para a indústria cinematográfica mais robusta de Xangai.
Os filmes importados substituíram amplamente os filmes domésticos, embora com a Lei Geral Coreana nº 40 de 1933, os japoneses determinassem que todos os filmes estrangeiros distribuídos na Coreia fossem importados pelo Japão. “Embora alguns deles fossem muito populares entre o público coreano, a oferta era limitada em geral, e alguns vindos do Japão estavam tão desgastados que as expressões faciais dos atores ficaram embaçadas. Os narradores poderiam, no entanto, tornar interessantes os filmes desgastados e compensar a fraca oferta de um cinema.”
Talvez o filme mais importante dessa época, Imjaeobtneun naleutbae (Balsa Sem Capitão) (1932), dirigido por Lee Gyu-hwan (1904–1981), foi estrelado por Na Woon-gyu. O aumento da censura governamental fez com que os comentaristas o chamassem de o último filme de pré-libertação da Coreia a apresentar uma mensagem nacionalista significativa.

## Início da era do som (1935–1945)
O primeiro filme sonoro da Coreia foi Chunhyang-jeon de Lee Myeong-woo em 1935. Sua técnica do som era ruim, mas o público coreano apreciou ouvir seu próprio idioma no cinema.
O número de filmes produzidos aumentou durante a última parte da década. Na Woon-gyu começou novamente a fazer mais filmes, contando com obras importantes como Kanggeonneo maeul (1935) e Oh Mong-nyeo (1937), antes de sua morte prematura em 1937.
A Coreia foi um dos primeiros e mais importantes centros de produção de filmes coloniais do Japão. Curtas, noticiários e longas-metragens patrocinados pelo Japão promoveram fortemente a assimilação cultural ao público coreano colonizado. Para esse fim, foi criada a Unidade de Cinema Colonial Coreana (朝鮮 総 督府 キネマ) para produzir e distribuir filmes que promoviam a cultura e os costumes japoneses, bem como os benefícios da modernização sob os japoneses.
Assim como aconteceu em meados da década de 1930, os filmes sonoros na Coreia enfrentaram uma censura muito mais dura por parte do governo geral japonês do que seus antecessores, os filmes mudos. Além disso, a perda dos narradores com a chegada dos filmes com som significava que as mensagens anti-autoridade não podiam mais passar despercebida pelos censores. Um exemplo dessa censura ocorreu com a importação do filme mudo americano Ben Hur (1927) para a Coreia. Enquanto os censores coloniais japoneses não conseguiram encontrar algo possivelmente inflamatório sobre o filme, o byeonsa imediatamente reconheceu e alertou o público para os óbvios paralelos entre as condições dos judeus no filme as dos coreanos sob o domínio colonial japonês, tudo isso desencadeando tumultos próximos ao cinema.
Os censores de filmes japoneses substituíram os filmes americanos e europeus por filmes japoneses como parte do projeto colonial mais amplo para colonizar culturalmente a Coreia. Os filmes japoneses ambientados na Coreia atraíam o público no Japão como uma forma de cultura exótica. Bōrō no kesshitai (1943), por exemplo, foi um dos vários recursos de propaganda que promoveram a noção de ocupação japonesa de naisen ittai ou "Japão e Coreia como um corpo". Embora a produção de filmes japoneses na Coreia tenha começado no início dos anos 30, a mobilização e consolidação total da indústria cinematográfica coreana sob os japoneses só iniciaria após a invasão em grande escala da China pelo Japão em 1937. O cinema era uma maneira importante pela qual os japoneses mantinham o controle colonial na Coreia através da promoção de políticas assimilacionistas. Por exemplo, em 1941, o Shochiku Studios do Japão, juntamente com a Divisão de Informações Militares Coreanas, patrocinada pelo Japão, coproduziu o filme Kimi to Boku (君と僕, lit. Você e Eu). O filme foi dirigido por Hae Yeong, um coreano que havia trabalhado extensivamente na indústria cinematográfica japonesa sob o pseudônimo "Hinatsu Eitaro". Kimi to Boku promoveu o alistamento "voluntário" de coreanos no exército imperial japonês por utilizar como subtrama o casamento interracial entre uma japonesa e um coreano. Depois que o filme foi concluído, Hae foi para Java na Indonésia, onde continuou a fazer documentários para os japoneses. Após a guerra, ele mudou seu nome para Dr. Huyung, casou-se com uma mulher indonésia com quem teve dois filhos e produziu três importantes filmes indonésios. Antes de sua morte em 1952, ele disse a um amigo próximo: "Se eu voltasse para o Japão agora, não haveria emprego para mim, e se voltasse para a Coreia, provavelmente seria considerado colaborador japonês". Embora a Administração Colonial Japonesa tenha banido oficialmente o idioma coreano, os estúdios japoneses que operavam na Coreia, continuavam a fazer filmes com personagens que o falaram até o final da guerra.

## Após a libertação (1945-1954)
A maioria dos filmes de 1946 e 1947, logo após a libertação da Coreia do domínio colonial do Japão, eram filmes que expressavam a emoção da libertação da Coreia. Em 1946, Choi In-kyu fundou a Goryeo Film Company e lançou Free Manse (자유만세), que foi um grande sucesso de bilheteria, seguido por Records of Ahn Jung-geun (안중근 사기) de Lee Gu-young, Matyr Yunbong Gil (윤봉길 의사) de Yoon Bong-chun, My Liberated Hometown (해방된 내 고향) de Jeon Chang-geun e Adventures of Ddol-ddol (똘똘이의 모험) de Lee Kyu-hwan. Em 1947, Yu Gwan-sun (유관순) de Yun Bong-chun e The New Oath (새로운 맹세) de Shin Kyung-kyun foram lançados. No ano seguinte, em 1948, foram produzidos Innocent Prisoner (죄없는 죄인) de Choi In-kyu, Seagulls (갈매기) de Lee Kyu-hwan e Break the Wall (성벽을 뚫고) de Han Hyung-mo.
Durante a Guerra da Coreia, em 1950, os cineastas passaram mais uma vez por um período de dificuldades, mas em 1952 vários filmes foram produzidos, dentre eles Nakdong River (낙동강) de Jeon Chang-geun, Affectionate Mountains (애정산맥) de Lee Man-heung, Devil's Night (악야) de Shin Sang-ok e The Last Temptation (최후의 유혹) de Jeong Chang-hwa. Retornando à capital em 1954, os cineastas faziam filmes persistentemente, apesar da crescente invasão de filmes estrangeiros. Em 1954, 41 degrees north latitude (북위 41도) de Kim Seong-min, Song of the hometown (고향의 노래) de Yun Bong-chun, Sortie (출격명령) de Hong Sung-ki e Korea (코리아) de Shin Sang-ok estrearam pela Coreia. Em maio de 1955, foram implementadas medidas de isenção fiscal para filmes coreanos, o que mais tarde serviu como uma grande oportunidade para essas novas produções inicarem um apogeu. Chunhyangjeon (춘향전) de Lee Kyu-hwan foi lançado em 1955 e marcou o renascimento dos filmes coreanos.

## Ápice do cinema coreano (1955-1979)
Em uma comparação do número de filmes produzidos na Coreia, havia 166 filmes produzidos entre 1919 a 1945, 86 filmes produzidos entre 1946 a 1953 e 2.021 filmes produzidos entre 1954 a 1970. As medidas de isenção de impostos, a introdução da mais recentes tecnologias cinematográficas e o aumento de espectadores nos cinemas incentivaram os cineastas. Novos gêneros, como filmes adolescentes e filmes literários, surgiram entre o início e a metade da década de 1960. The Housemaid de Kim Ki-young, foi lançado em 1960. Shin Seong-il ganhou fama nessa época em filmes como The Barefooted Youth (맨발 의 청춘), Youth Classroom (청춘 교실) e Rye (흑맥). Em 1961, The Houseguest and My Mother (사랑방 손님 과 어머니) de Shin Sang-ok e Aimless Bullet (Obaltan, 오발탄) de Yu Hyun-mok foram produzidos. Late Autumn (만추) de Lee Man-hee, em 1966, e The Old Pottery Maker (독 짓는 늙은이), de Choi Ha-won, em 1969, melhoraram a qualidade dos filmes coreanos. Love Me Once Again (미워도 다시 한번) de Jung So-young foi um enorme sucesso de bilheteria.
Na década de 1970, no entanto, a indústria cinematográfica coreana novamente enfrentou uma recessão e começou a procurar avanços, tendo destaque os longas Heavenly Homecoming of Stars (별들의 고향) de Lee Jang-ho, de 1974, e Winter Woman (겨울여자) de Kim Ho-sun, de 1977. A estreia de Lee Jang-ho, Kim Ho-seon e Ha Gil-jong nos anos 70 foi parte de uma mudança em substituir antigos diretores e de prever jovens diretores com novas ambições. Em 1974, Heavenly homecoming of Stars, do diretor Lee Jang-ho, atraiu 470.000 espectadores no teatro Kuk-do em Seul e ficou em sexto lugar nas bilheterias entre todos os filmes lançados nos anos 70. Em 1975, Yeong-ja’s Heydays (영자 의 전성 시대) do diretor Kim Ho-seon, também foi um enorme sucesso de bilheteria, atraindo 360.000 espectadores. March of the Fools (바보 들의 행진) de 1975, dirigido por Ha Gil-jong, foi altamente aclamado por seu retrato sensível do romance e das atitudes descontraídas dos estudantes universitários.
A introdução do sistema de cotas de importação para filmes estrangeiros e as consequentes regulamentações de importação na década de 1970 levaram a uma competição acirrada entre empresas para ganhar os direitos de importar filmes estrangeiros, em vez do desenvolvimento de filmes coreanos, resultando numa lenta queda da produção de filmes nacionais por volta da metade os anos 1970.